# Rodoestannita
La rodoestannita és un mineral de la classe dels sulfurs, que pertany al grup de la carrol·lita. El nom reflecteix el seu color (del grec rhodos, vermell) i la seva similitud compositiva amb l'estannita.

## Característiques
La rodoestannita és un sulfur de fórmula química Cu1+(Fe2+0.5Sn4+1.5)S₄. Cristal·litza en el sistema tetragonal. La seva duresa a l'escala de Mohs és 4.
Segons la classificació de Nickel-Strunz, la rodoestannita pertany a «02.D - Sulfurs metàl·lics, amb proporció M:S = 3:4» juntament amb els següents minerals: bornhardtita, carrol·lita, cuproiridsita, cuprorhodsita, daubreelita, fletcherita, florensovita, greigita, indita, kalininita, linneïta, malanita, polidimita, siegenita, trüstedtita, tyrrel·lita, violarita, xingzhongita, ferrorhodsita, cadmoindita, cuprokalininita, toyohaïta, brezinaïta, heideïta, inaglyita, konderita i kingstonita.

## Formació i jaciments
Va ser descoberta a la Vila Apacheta, situada a la província de Rafael Bustillo (Departament de Potosí, Bolívia). També ha estat descrita en altres indrets de Bolívia, principalment al Departament d'Oruro, així com a l'Argentina, els Estats Units, el Japó i la República Popular de la Xina.